# Syrianska-Arameiska ungdomsförbundet
Syrianska-Arameiska Ungdomsförbundet (SAUF) är en ungdomsorganisation som representerar syrianska (arameiska) ungdomsföreningar i Sverige. 
SAUF har till uppgift att ta vara på de syrianska (arameiska) ungdomarnas intressen på det kulturella och sociala planet. Utbildningsfrågan har fått en mycket viktig uppmuntran på senare år.
SAUF har idag ca 26 lokalföreningar runtom i Sverige, med cirka 9 000 medlemmar.
Sedan 2009 äger man nättidningen Bahro Suryoyo.

## Historia
Syrianska-Arameiska ungdomsförbundet bildades i början på 1980-talet och var då en ungdomskommitté till Syrianska Riksförbundet. År 1992 fattade man det formella beslutet om att ta klivet mot att frigöra sig från moderorganisationen genom att bilda Syrianska ungdomsförbundet (SUF). Kort därefter, år 1997, blev det året som SUF tog det definitiva klivet mot självständigheten och man blev helt fristående både organisatoriskt, juridiskt och ekonomiskt.
SUF hade i början på 2000-talet gått från en mindre till en större organisation. Man blev en av Sveriges största ungdomsorganisationer med över 15 000 medlemmar i mer än 30 föreningar.
Lördagen den 27 mars 2010 lade förbundsstyrelsen fram en motion till årsmötet. Motionen behandlade ett namnbyte från Syrianska Ungdomsförbundet (SUF) till Syrianska-Arameiska Ungdomsförbundet (SAUF). Motiveringen till motionen var att organisationsnamnet bättre skall representera organisationens ursprung och förfädernas arv. Motionen röstades igenom enhälligt och SUF blev SAUF.

## Syfte
SAUF har till uppgift att ta vara på de syrianska (arameiska) ungdomarnas intressen på det kulturella och sociala planet. Utbildningsfrågan har fått en mycket viktig uppmuntran på senare år. Uppmuntran till utbildning en del av SAUF:s viktiga arbete.

## Samarbetsorganisationer
SAUF erhåller ekonomiska medel från Myndigheten för ungdoms- och civilsamhällesfrågor (MUCF) och samarbetar med studieförbundet ABF, Botkyrka folkhögskola, . SAUF är även en av huvudmännen i den syrianska-arameiska satellitkanalen Suryoyo Sat. World Council of Arameans [Syriacs], Syrianska riksförbundet, Syrianska-Arameiska akademikerförbundet, Syrisk Ortodoxa Kyrkans ungdomsförbund, Patriarkaliska ställföreträdarskapet för Syrisk Ortodoxa Kyrkan i Sverige och Syrianska FC är organisationer som SAUF samarbetar med gällande den syrianska-arameiska identiteten, kulturen och historien. Landsrådet för Sveriges Ungdomsorganisationer (LSU) och Svenska FN-förbundet är organisationer som SAUF är medlem i och verkar inom det svenska föreningslivet.